# Dorfkirche Stuer

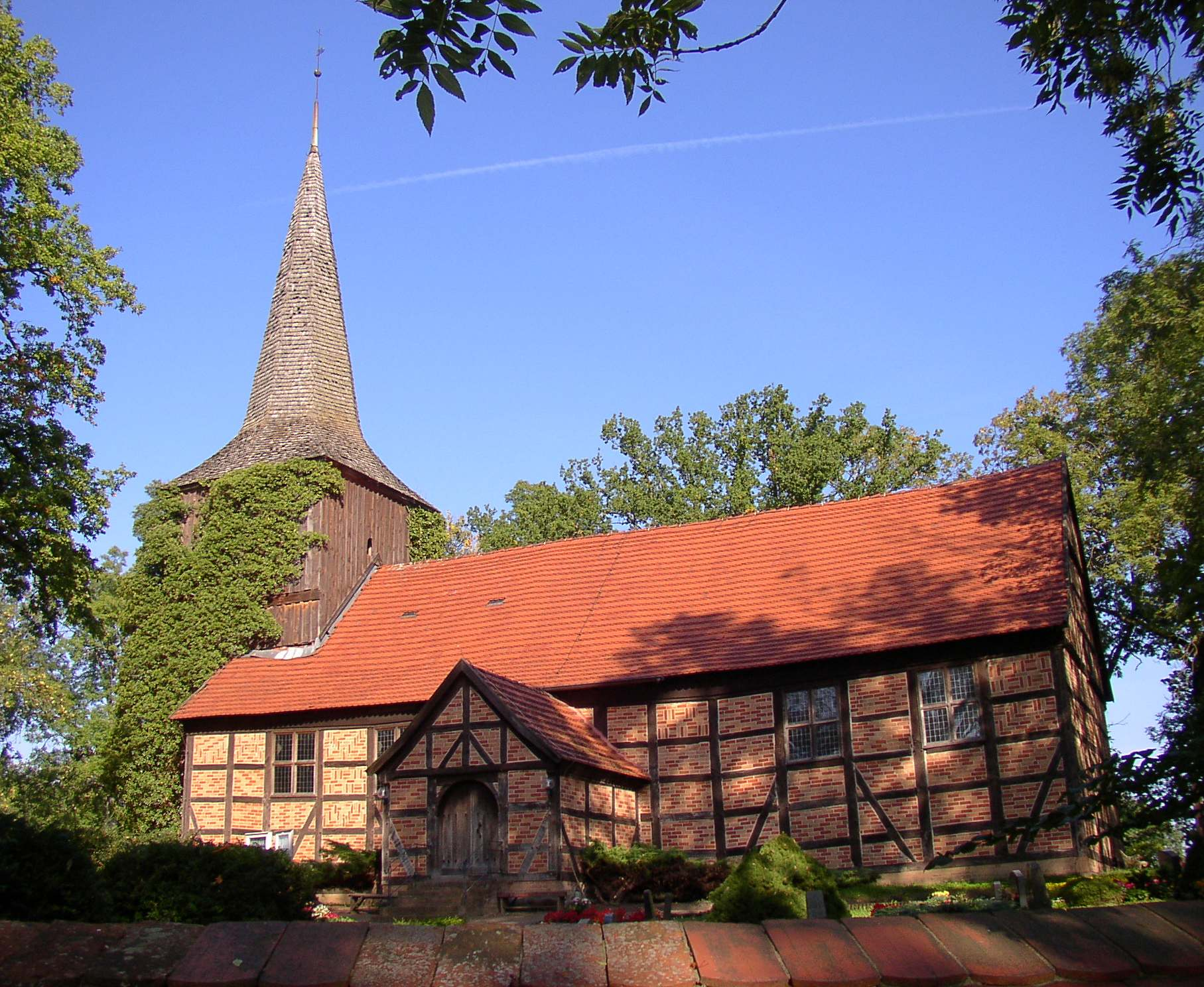
Dorfkirche in Stuer (2006)

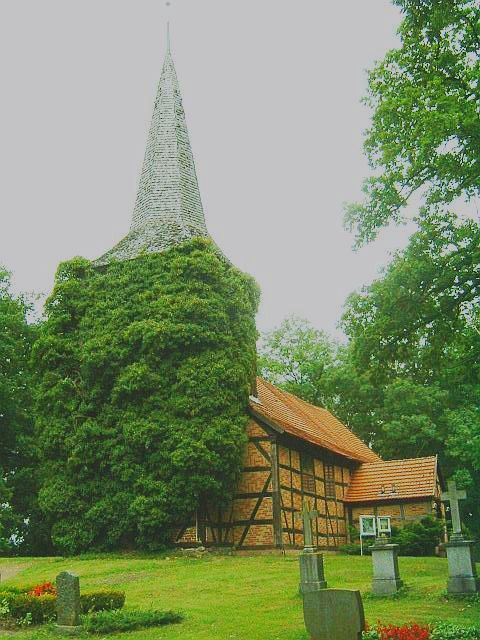
Fachwerkturm mit Efeu (2005)

Die Dorfkirche (auch Petruskirche) in Stuer, einer Gemeinde im Landkreis Mecklenburgische Seenplatte in Mecklenburg-Vorpommern gehört zur Evangelisch-Lutherischen Kirchengemeinde Stuer in der Propstei Neustrelitz, Kirchenkreis Mecklenburg der Evangelisch-Lutherischen Kirche in Norddeutschland.

## Geschichte
Am südlichen Ende des Plauer Sees, zwischen Plau und Röbel/Müritz an der B 198, liegt auf einer Anhöhe die Stuerer Dorfkirche, umgeben von einem alten Friedhof. Noch vor der Gründung von Plau erwähnte Papst Alexander III. in einer Urkunde vom März 1178 den See „lacus Sturichse“. 1289 verlieh Bischof Hermann von Schwerin dem Domkapitel Zehnten „in Sture“ im Lande Waren. Am 29. September 1340 belehnten im Kloster Dobbertin Nikolaus III. und Bernhard II. als Fürsten von Werle ihren Vasallen Andreas von Flotow mit allen Eigentum und der Gerechtigkeit des ganzen Dorfes Stuers „Villa Sture“ und der Mühle und ab 1344 mit weiteren Gütern im Lande Malchow. Damit begann die Blüte des von Flotow’schen Adelsgeschlechts in der Umgebung von Stuer. Den Höhepunkt der Macht erreichten die Flotows, als ihnen 1354 Herzog Albrecht von Mecklenburg das Land Malchow und Röbel verpfändete.
Aktenmäßige Nachrichten zur Einführung der Reformation auf dem Lande sind äußerst selten, doch in Stuer hatte 1532 der Pfarrer Cyriacus von Bernburg den Herzog Heinrich von Mecklenburg gebeten, ihn in seinem evangelischen Pfarramt zu bestätigen und ihm die Verwaltung der Sacramente und übrigen kirchlichen Amtspflichten zu übertragen. Der Erfolg dieser Bitte ist nicht bekannt, aber es ist nicht zu bezweifeln, dass der Herzog die Erfüllung dieses Wunsches gewährt habe, da im Jahre 1532 die Reformation schon festen Bestand hatte. Die Flotows auf Stuer waren sehr früh protestantisch geworden, es wurden ab 1505 die Brüder Dietrich, Hartwig, Jaspar und Melchior auf Stuer genannt. Schon um 1524 hatten sie einen lutherischen Geistlichen, Cyriacus von Bernburg, als Lehrer ihrer Kinder bei sich aufgenommen und ihm dabei die Predigt des Evangeliums erlaubt, weil die Geistlichen zu Stuer „gar ungeschickt und ungelehrt“ waren. Er hatte so fünf bis sechs Jahre gewirkt, als ihm die Flotows die Pfarre verliehen, an welcher er zwei Jahre lang das reine Evangelium predigte.
Noch 1587 hatten die Flotows einen Lehnbesitz von 34 Gütern und Dörfern mit Mühlen und Seen. Als Hauptsitz galt die Burg zu Stuer. Nach den Zerstörungen vieler Dörfer und Güter während des Dreißigjährigen Krieges brannte 1660 auch die Burg aus und wurde als Wohnsitz aufgegeben. Die Besitzverhältnisse blieben bis 1830 bei den von Flotows, als Georg von Flotow den Stammsitz an den Landrat Gustav Dietrich von Oertzen verkaufte. Zwar gelang 1853 seinem Sohn Karl (Carl) Friedrich August von Flotow den Rückerwerb eines Teiles der Besitzungen mit dem alten Stammgut und die Ableistung des Lehneides darauf 1855, doch einige Güter, wie Neu-Stuer, hatten schon neue Besitzer. Doch das seit vorreformatorischen Zeiten schon in den Händen der Flotow gewesene Kirchenpatronat verblieb weiter bei den von Flotows.

## Baugeschichte
Bereits im frühen Mittelalter gab es in Stuer an dieser Stelle schon eine Kirche, wie die Zeugenschaft des Plebanus Herrn Eberhard „Eurett, perner tho dem Sture“ auf einer Flotow’schen Verkaufs-Urkunde vom 3. Juli 1363 erweist.
Während des Dreißigjährigen Krieges wurde in Stuer auch die Kirche zerstört. Zum Wiederaufbau sind keine Informationen überliefert. 1658 soll das vor Jahren neu erbaute Pfarrhaus abgebrannt sein. Das heutige Pfarrhaus wurde 1809 gebaut. 1717 erfolgte die Errichtung des Kirchengebäudes als Fachwerksaal mit eingebautem Westturm in seiner heutigen Gestalt. 1750 wurde die Südvorhalle angebaut.
Um 1900 erfolgten Renovierungsarbeiten im Kircheninnern. Bis 1945 war sie Patronatskirche der Familie von Flotow, zuletzt Jürgen Tiedecke von Flotow (1902–1976), späterer Mitgründer des Deutschen Adelsarchivs. Leider ist 1945 die Kirchenchronik mit vielen geschichtlichen Daten und Hinweisen auf die Herkunft der Ausstattung verloren gegangen. Von 1989 bis 1995 erfolgten umfassende Sanierungs- und Renovierungsarbeiten unter fachlicher Leitung der Architekten Peter Andrees und Jörn Rau, den Restauratoren Heiko Brandner, Volker Ehlich und Bödecker & Schlichting.

## Baubeschreibung

### Äußeres

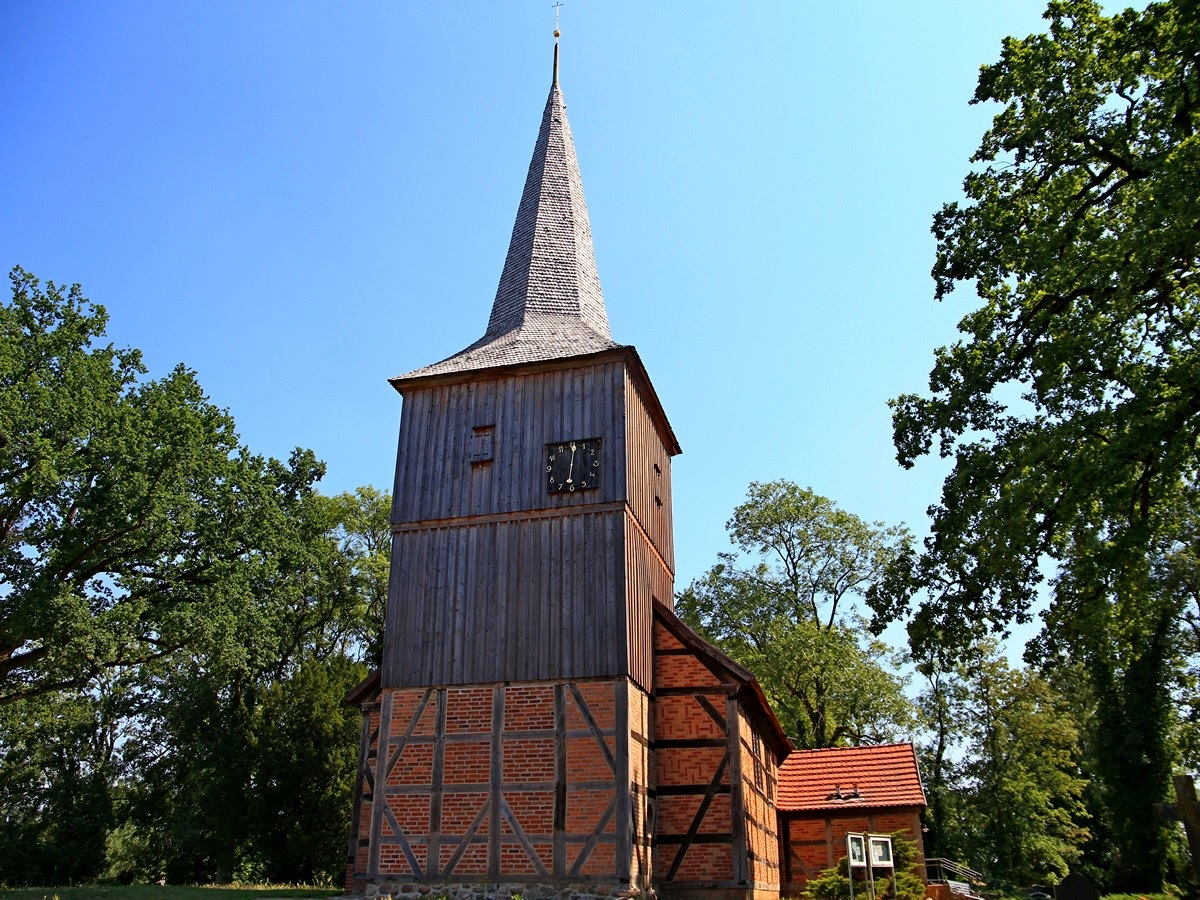
Sanierter Fachwerkturm (2018)

Die Kirche ist ein auf Feldsteinfundamenten errichteter rechteckigen Fachwerkbau von 10 Metern Breite und 24,5 Metern Länge. Er wird flankiert durch eine Fachwerk-Vorhalle mit Satteldach im Süden und den halb eingezogenen Fachwerkturm im Westen mit einem Nordeingang. Der Turm ist über dem Satteldach des Kirchenschiffes verbrettert und wird von einem, mit Eichenholzschindeln gedeckten achteckigen Pyramidenhelm bekrönt.

### Inneres

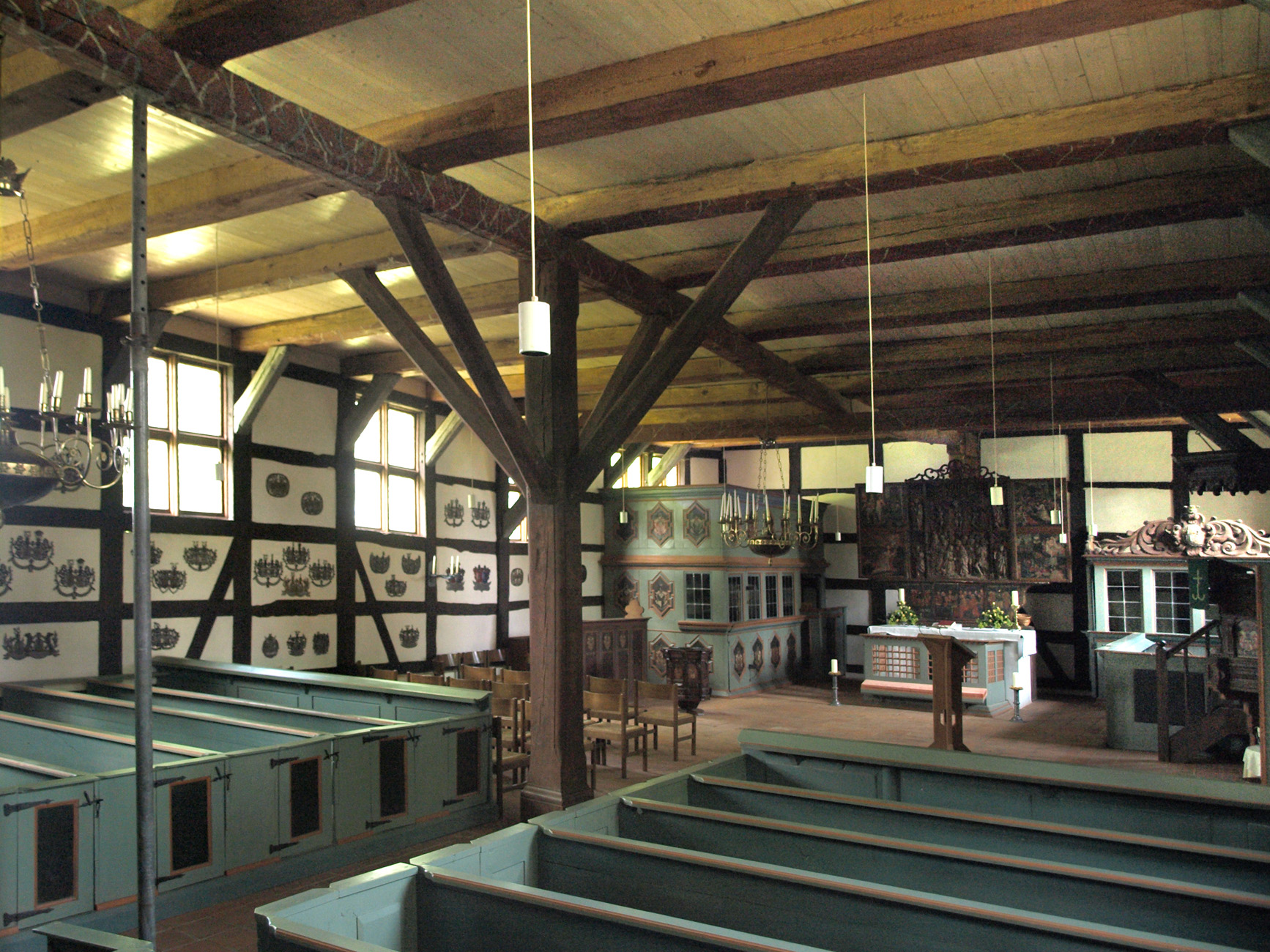
Innenraum mit Hausbaum (2012)

Der Innenraum wird durch die sichtbaren Fachwerkwände und der flachen Holzbalkendecke mit weitgehend erhaltenen historischen Unterzügen geprägt. Die rotgrundige Marmorierung einzelner Deckenbalken wurde bei der letzten Restaurierung freigelegt.
In der Raummitte fällt eine sorgfältig ausgearbeitete eichene Mittelstütze mit weit ausladenden Kopfbändern auf, der „Hausbaum“, wesentliches Konstruktionsmerkmal der Prignitzer Einständerkirchen. Der alte Ziegelfußboden stammt noch aus der Erbauungszeit. Seine bau- und kunstgeschichtliche Bedeutung erfährt der Kirchenraum durch die äußerst qualitätsvollen Ausstattungsstücke verschiedener Stilepochen, die in ihrer Gesamtheit als gewachsenes Ensemble den seit dem 18. Jahrhundert herrschenden Raumeindruck wieder spiegeln.

#### Altar

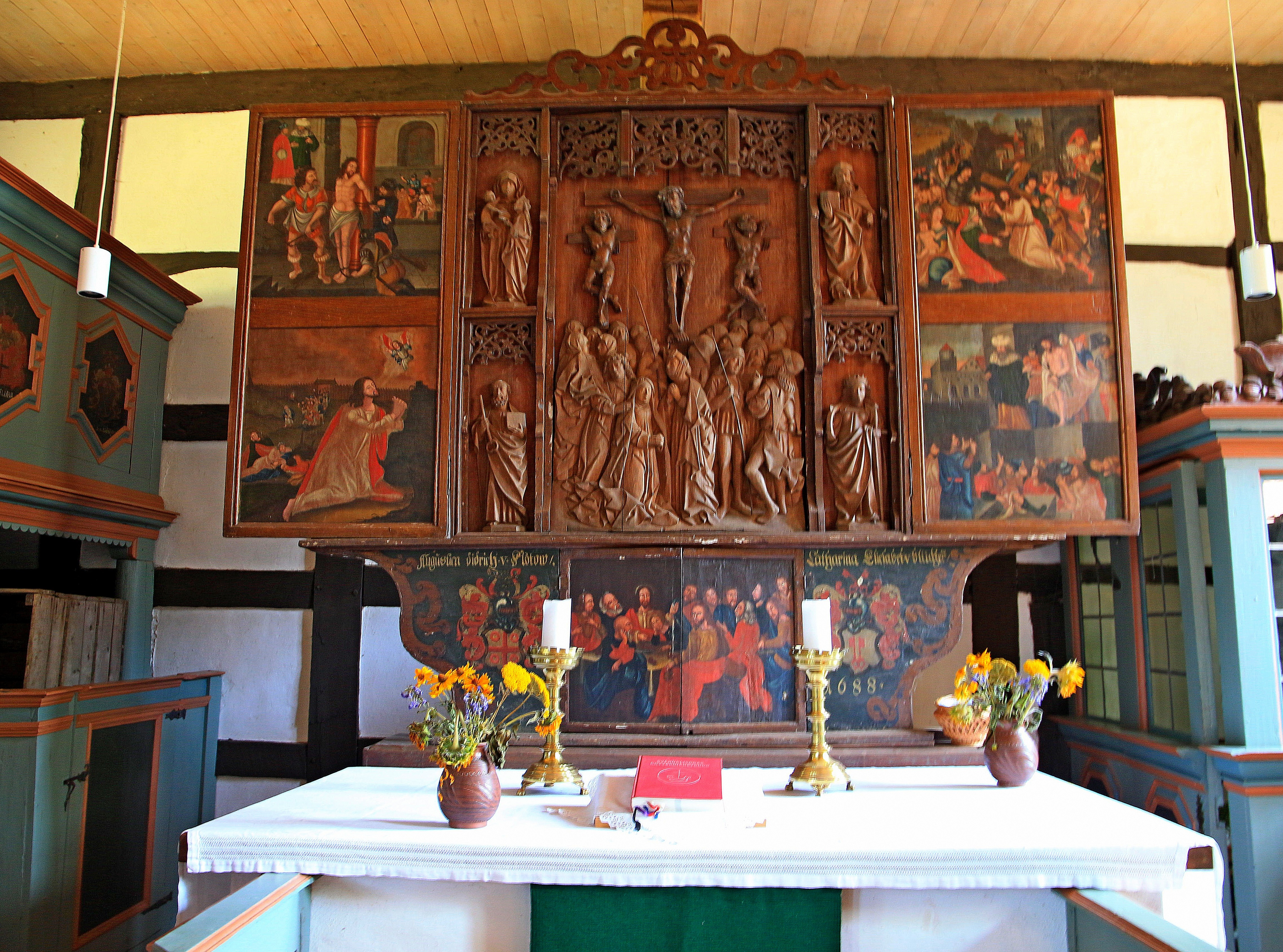
Altar (2018)

Der zwischen 1460 und 1500 gearbeitete Altaraufsatz ist eine bemerkenswerte spätgotische Schnitzarbeit und ist dem Meister des Güstrower Domaltars zuzuschreiben.
Im Mittelschrein die geschnitzte figurenreiche Kreuzigungsszene Jesus Christi, umgeben von vier Heiligen. Links oben eine Annaselbdritt-Gruppe Elisabeth mit Jesus und Johannes, darunter St. Petrus mit dem Schlüssel. Rechts oben St. Antonius mit dem Schwein, darunter St. Katharina mit Rad und Schwert. Als Besonderheit für das Müritzgebiet werden vor der Kreuzigung 20 Personen dargestellt. Über den Figuren und dem Kreuz eine sehr feine Ornamentarbeit. Auf den geöffneten Seitenflügeln sind vier Passionsszenen dargestellt: links die Geisselung und der Gebetskampf in Gethsemane, rechts Christi Kreuztragung und die Verurteilung durch Pilatus. Die Rückseite der Flügel stellen die vier Evangelisten dar: Matthäus mit dem geflügelten Menschen, Lukas mit dem Stier, Markus mit dem Löwen und Johannes mit dem Adler, alle mit Schreiben beschäftigt.
Im Mittelteil der Predella die Grablegung als Schnitzarbeit. Die geöffneten Flügel zeigen dann rechts und links einen Gesangsbuchvers, auf der Rückseite der Flügel ist die Einsetzung des Abendmahles zu sehen. Links davon das Flotowsche und rechts das Blücher’sche Wappen. Darüber die Namen der Stifter: Augustin Didrich von Flotow und Katharina Elisabeth von Blücher, Anno 1688.
Wahrscheinlich wurde der Altar zu dieser Zeit im Auftrag de Ehepaares restauriert, dabei die vorhandenen Malereien verändert und die Fassungen der figürlichen gotischen Schnitzereien abgenommen.

#### Patronatslogen

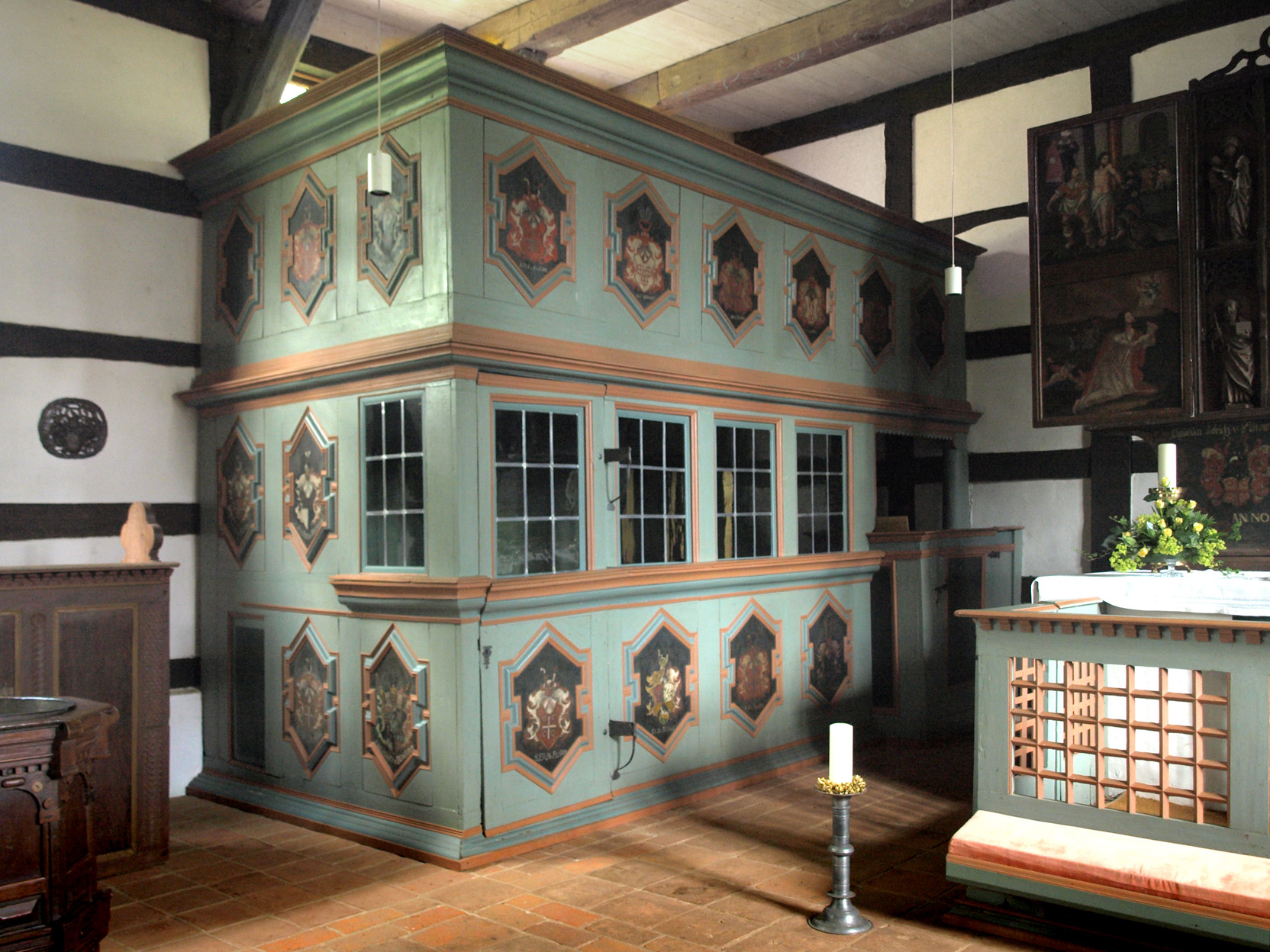
Große Patronatsloge (2015)

Zu beiden Seiten des Altars befinden sich Patronatslogen von Ende des 17., Anfang des 18. Jahrhunderts. Ehemals wohl für einen anderen Kirchenraum gefertigt, waren sie Sitz der Familie von Flotow im Gottesdienst. Nördlich, links neben dem Altar, die Loge „von Flotow-Stuer“ ein ehemals zweigeschossiger Kastenbau, bemalt mit 16 Wappen der Familie von Flotow, die sich auch weitgehend auf den Wappenschildern an den Wänden wiederfinden. Überwiegend erhalten sind die bleiverglasten Schiebefenster mit Scheiben aus sogenannten „grünen Waldglas“, das im 18. Jahrhundert in Mecklenburg hergestellt wurde.
Südlich, rechts neben dem Altar, ein eingeschossiger Kastenbau, die Patronatsloge „von Flotow-Altenhof“ mit ungefaßter Eichenholzbekrönung. Im Winkel dazu schließt sich ein einfaches, zweireihiges Kastengestühl an, erbaut etwa zeitgleich zu den Logen.
An dem rechts neben dem Altar befindlichen einreihigen Patronatsgestühl aus Eichenholz ist an der Wange die Inschrift eingeschnitzt: HARTWIG VON FLOTOW ANNO 1658, auf der Schauseite mit drei Flotowschen Wappen und den Namen Hartwig, Augustin und Friedrich von Flotow sowie der Jahreszahl 1688 versehen.

#### Kerzen-Kronleuchter

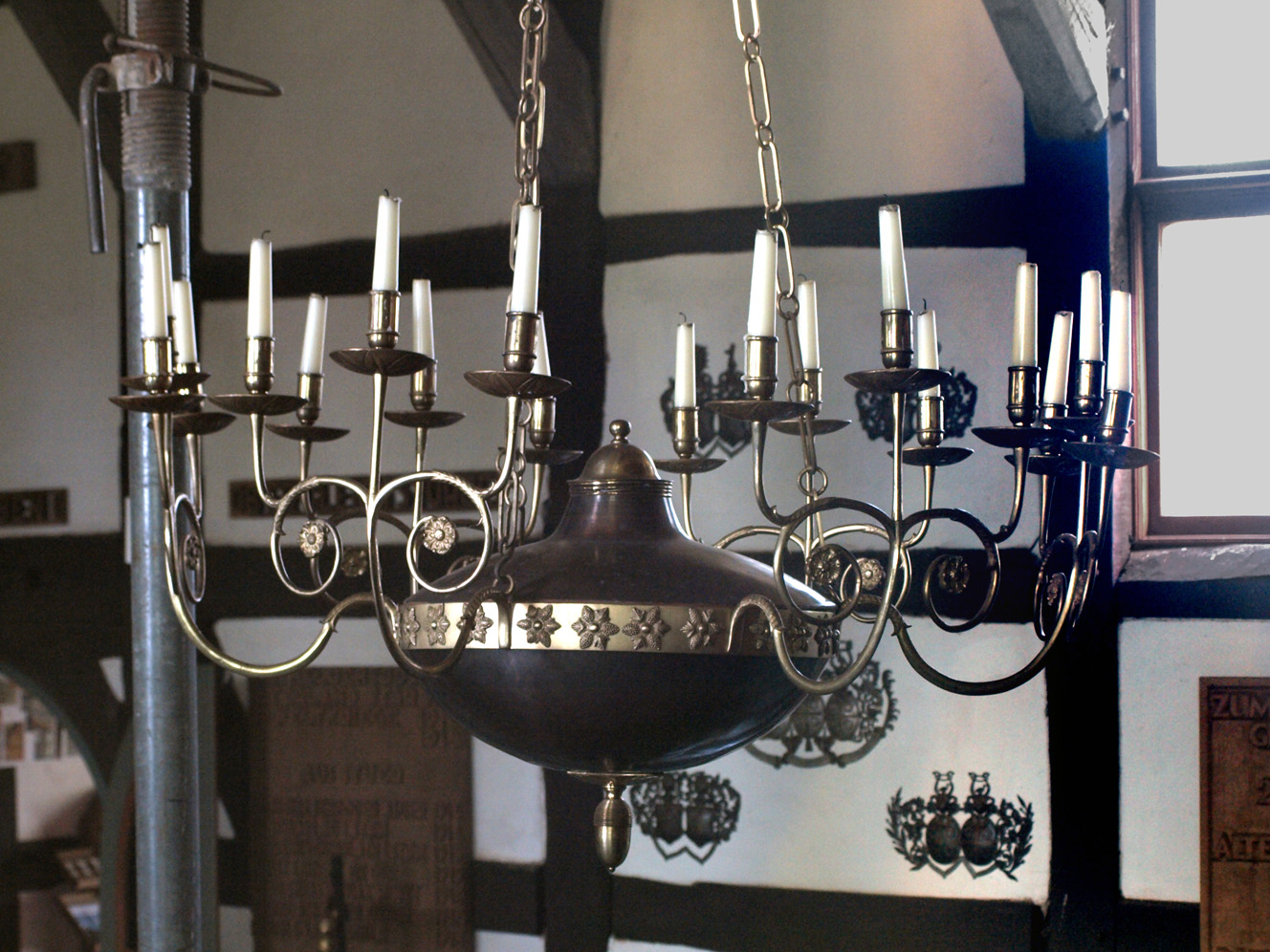
Kronleuchter (2015)

Für eine festliche Beleuchtung sorgen zwei sorgfältig aufgearbeitete Kerzen-Kronleuchter. Sie entstammen der Jüdischen Gemeinde Sternberg. Als diese ihre Synagoge 1906 aufgaben, wurden die Kronleuchter durch Jürgen von Flotow für die Kirche in Stuer erworben.

#### Kanzel und Taufe
Die Kanzel ohne Schalldeckel und die hölzerne Taufe im Stil der Spätrenaissance tragen neben der Jahreszahl 1688 die Initialen und Wappen des Ehepaares von Flotow und von Blücher.

#### Wappenschilde

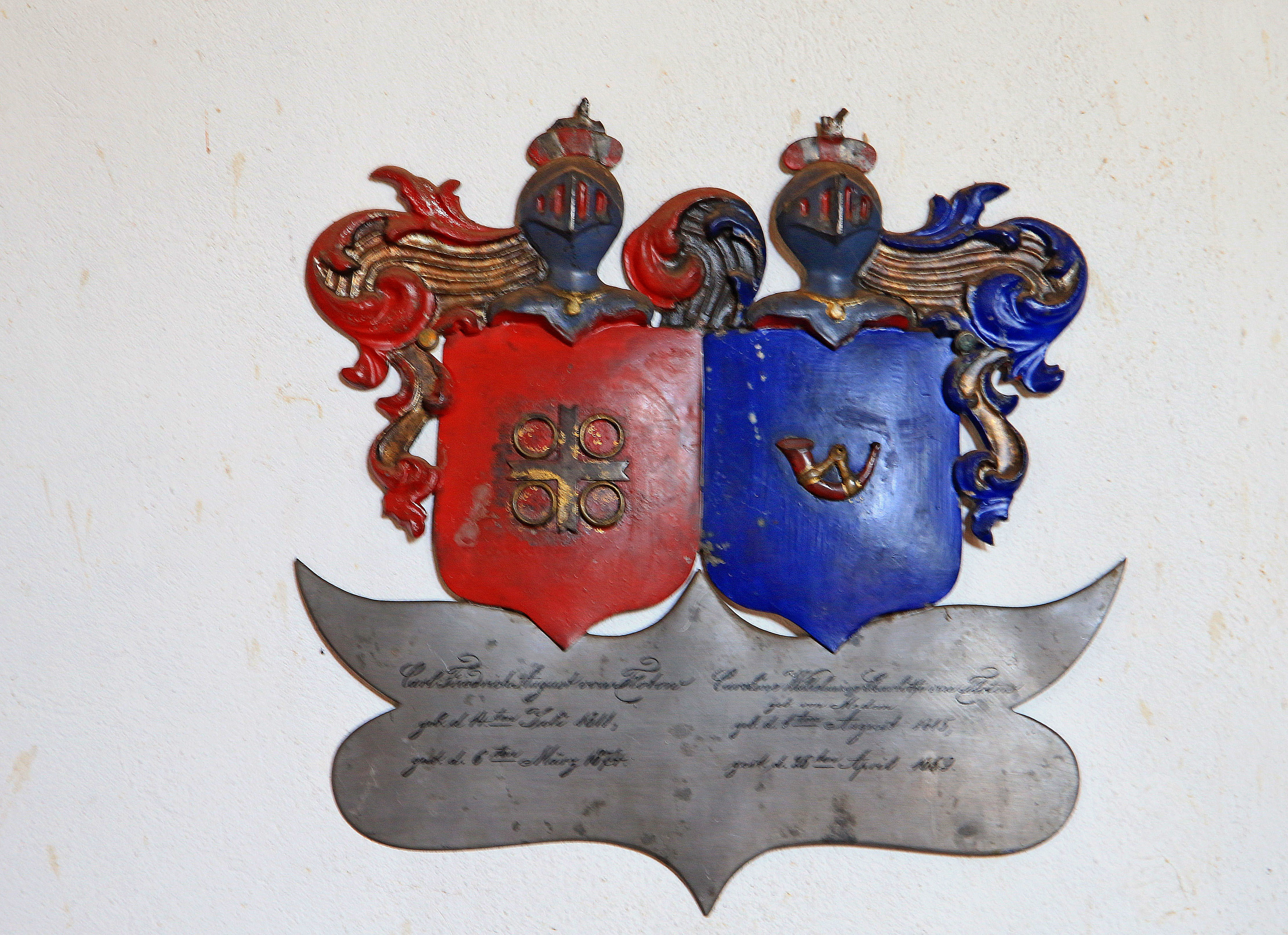
Allianzwappen von Flotow (2018)

Als Besonderheit im Kirchenraum sind die 65 als Sargbeschläge genutzten Wappenschilde an den Wänden anzusehen. Sie wurden zwischen 1680 und 1930 aus Zinn und Bronze angefertigt und stellen ein Stück Familiengeschichte der von Flotow's dar.

#### Orgel
Auf der Westseite des Kirchenschiffs befindet sich auf einem kleinen Podest die 1995 vom Orgel- und Harmoniumbauer Karl Lötzerich aus Kassel 1995 gebaute und nach seinem Tode 1996 vollendete neue Orgel (II/P/8+3 Tr). Der Brüstungsumlauf um die Orgelempore ist eine Zutat Ende des 18. Jahrhunderts. Rechts und links von Orgel befinden sich marmorierte Balken.

#### Glocken
Im Turm hingen zwei Glocken. Die größte Glocke von einem Meter Durchmesser hat die Inschrift: oben  SOLI DEO GLORIA, auf der vorderen Seite des Feldes:  PATRONUS HERR MAJOR GEORG FRIEDRICH DIETRICH PHILIPP VON FLOTOW PASTOR M * JOHANN GOTTFRIED LEUE KIRCHENVORSTEHER JOHANN ULRICH LORENZ JÜRGEN SCHRÖDER. Auf der entgegengesetzten Seite des Feldes:  GEGOSSEN IM JAHRE 1823 VON VALENTIN SCHULTZ IN ROSTOCK.
Die kleinere Glocke von 0,75 Meter Durchmesser hatte die gleiche Inschrift mit der Jahreszahl 1822. Die Vorgängerglocken von 1719 wurden von Michael Begun und die von 1747 von C. D. Heitze gegossen.

## Friedhof
Um die Fachwerkkirche befindet sich in Hanglage der alte Friedhof mit historischen Grabkreuzen und wird durch eine Friedhofsmauer aus Feldsteinen umschlossen.

### Grabkreuze

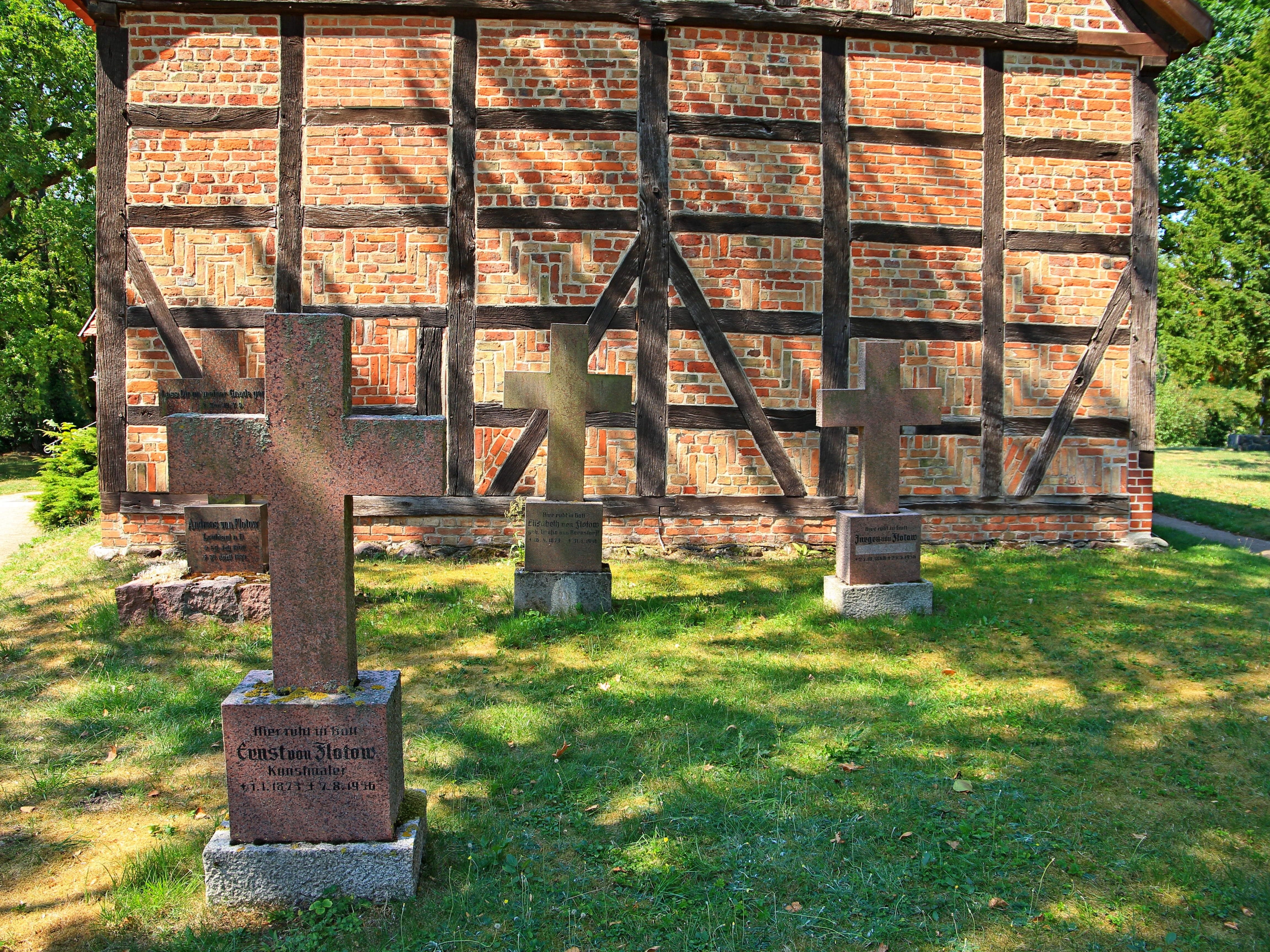
Gräber der Familie v. Flotow (2018)

Östlich der Kirche stehen einige Grabkreuze, u. a. für Andreas von Flotow (* 25. Juli 1900; † 30. April 1933), Leutnant a. D., Elisabeth von Flotow (* 16. April 1873; † 31. Januar 1946), geb. Gräfin von Bernstorff, Georg Jürgen von Flotow (* 25. Oktober 1868; † 25. Mai 1956) und dessen ledigen jüngsten Bruder Ernst von Flotow (* 1. Januar 1873; † 7. August 1956), Kunstmaler.
Jürgen von Flotow, Vater des 1933 erschossenen SA-Führers Andreas von Flotow, war in Süddeutschland gestorben. In einer Nacht- und Nebelaktion wurde der Leichnam in die Deutsche Demokratische Republik gebracht und – gemäß v. Flotows Wunsch – in Stuer beigesetzt. In seinem Roman Verflucht und geliebt (1981) hat Helmut Sakowski diese Aktion verwendet; die Literaturverfilmung ist dramatisch gestaltet.
Auf dem Westhang des Friedhofs ist das Grab von Gustav Bardey.

### Gefallenenkreuz

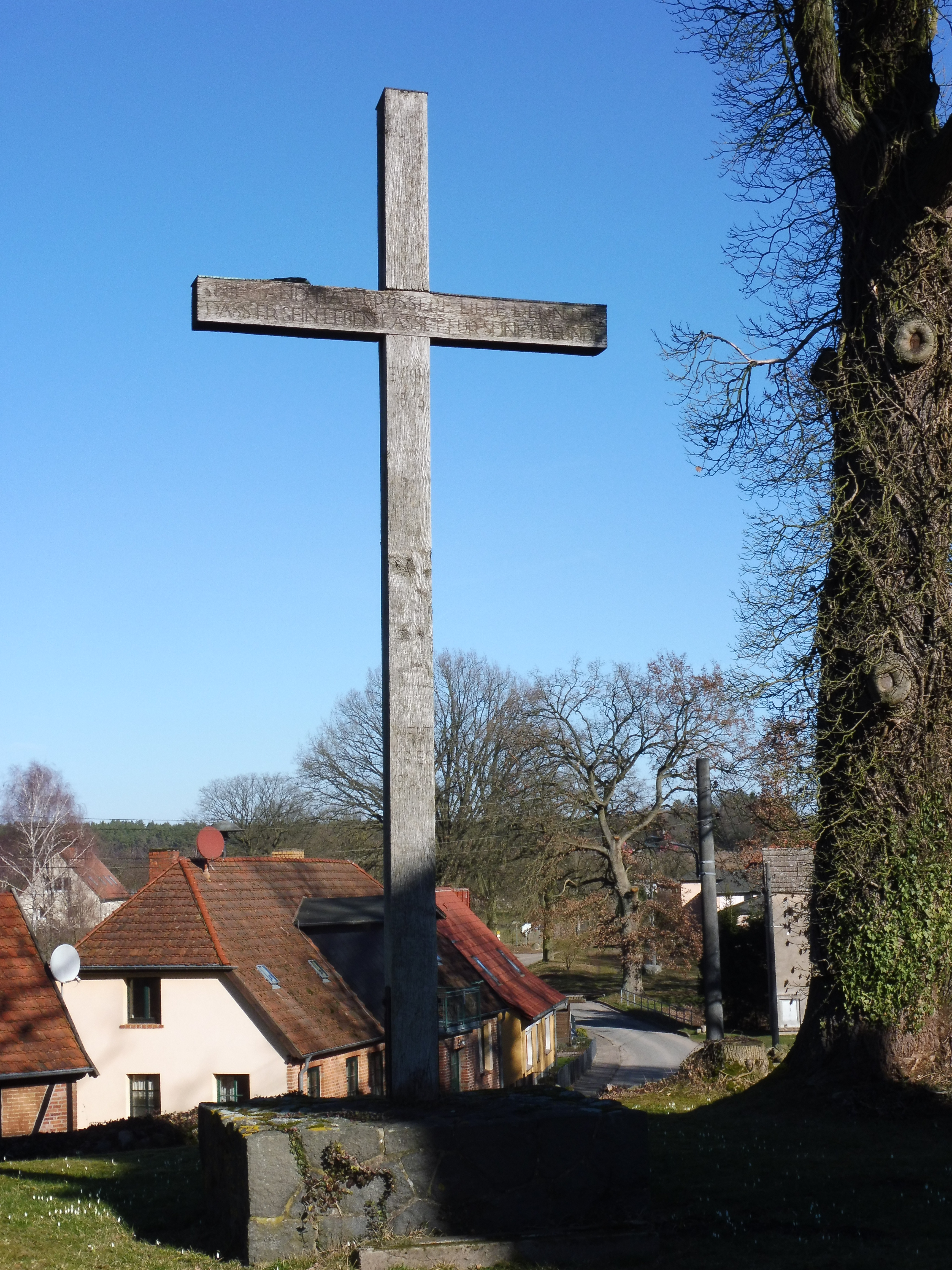
Gefallenenkreuz (2019)

An der Nordwestecke der Kirche erinnert ein hohes Holzkreuz auf einem quadratischen Feldsteinsockel an die Gefallenen des Ersten Weltkrieges. Die Inschrift auf dem Querbalken zitiert aus dem Evangelium nach Johannes (15,13):
NIEMAND HAT GRÖSSERE LIEBE ALS DIE, DASS ER SEIN LEBEN LÄSST FÜR SEINE FREUNDE

## Pastoren
Namen und Jahreszahlen bezeichnen die nachweisbare Erwähnung als Pastor.
- erwähnt 1530 Cyriacus von Bernburg, ab 1524 Erzieher der Kinder bei den Flotows.[23]
- 1569–1573 Christoph Duderow, danach in Altkalen.
- 1573–1578 Jakob Sachse, danach in Garwitz.
- 1578–1588 Johannes Kökeritz, „da er die Gemeinde in einer Predigt bestraft hatte, wurde er durch einen Priborner nach heftigem Wortwechsel auf der Kanzel mit einem Knebelspieß erstochen“.[24]
- 1588–1616 Nikolaus Windelbrand.
- 1616–1622 Georg Wehle.
- 1622–1642 Balthasar Näse, hatte 1642 eine Klage gegen seine „Kaspelkinder“.
- 1650–1667 Petrus Actus Franck aus Jever in Friesland.
- 1668–1680 Johann Seyer.
- 1681–1704 Georg Lukow aus Wismar.
- 1705–1742 Christoph Heinrich Delbrügk, an „inflammatorischem Stickfluß“ gestorben.
- 1742–1800 Paschen Friedrich Delbrügk aus Stuer, Sohn des Vorgängers.
- 1800–1832 Johann Gottfried Leue aus Salzwedel, legte eine Chronik seiner Zeit an.[25]
- 1832–1854 Gorg Diederich Ludwig Gottfried Leue aus Stuer, Sohn des Vorgängers, wurde 1854 aus dem Amt entlassen.
- 1855–1867 Johannes Wilhelm Ludwig Schumacher.
- 1986–1878 Franz Gustav August Werner aus Serrahn, danach in Basedow.
- 1878–1909 Johannes Heinrich Bahlcke aus Fallersleben.
- 1910–1927 Gottfried Gustav Wilhelm August Herrmann Fritsche aus Spornitz, 1927 ertrunken und begraben in Stuer.
- 1928–1940 Ernst-Günter Hans Martin Franz Salchow aus Teterow.[26]
- 1940–1950 Ulrich Schabow.
- 1950–1977 Harri Kruse.
- 1980–2003 Wolfgang Kasch.
- 2003–2009 Wolfgang Kasch (mit Dienstauftrag).
- seit 8. September 2019 Burkhard Müller-Ludwig.

## Heutige Kirchengemeinde
Zur Evangelisch-Lutherischen Kirchengemeinde Stuer gehören die Orte Altenhof, Bad Stuer, Darze, Neu Stuer, Stuer mit Petruskirche und Stuer-Vorwerk. Die Kirchengemeinde Stuer bildet ein Pfarrsprengel mit der Kirchengemeinde Grüssow-Satow mit dortigem Pfarrsitz. Die Kirchengemeinde Stuer – Wendisch-Priborn wurde am 1. Oktober 2009 aufgelöst.

## Internationale Musiktage am Plauer See – Klaviertage Stuer
In der Kirche finden seit 2011 die Internationalen Musiktage am Plauer See – Klaviertage Stuer statt. Erwin Sellering und Manuela Schwesig waren Schirmherren der Konzertreihe. Bislang sind aufgetreten:
- 2011 Christiane Klonz, Gianluca Luisi, Christina Bjørkøe und Ambrosio Valero[27][28]
- 2012 Christiane Klonz, Ambrosio Valero, Gerlint Böttcher, Leonora Armellini und Daria van den Bercken[29]
- 2013 Christiane Klonz, Daniel Seroussi, Fanny Azzuro und Arta Arnicane[30]
- 2014 Christiane Klonz, Elisabeth H. Nielsen, Gintaras Januševičius und Claire Huangci[31]
- 2015 Christiane Klonz, Eric Artz, Susanna Piermartiri und Soheil Nasseri.[32]
- 2017 Christiane Klonz, Aimo Pagin und andere[33]
- 2018 Christiane und Heide Klonz, Costanza Principe, Artem Yasynskyy, Katie Mahan, Donka Angatscheva, Elsa Claveria (Violine)[34]